# Фролово (Владимирская область)
Фролово — упразднённое село в Гороховецком районе Владимирской области России.

## География
Урочище находится в восточной части области, в зоне хвойно-широколиственных лесов, к югу от автодороги 17Н-204, на расстоянии 11 километров (по прямой) к юго-западу от города Гороховец, административного центра района. Абсолютная высота — 130 метров над уровнем моря.

### Климат
Климат характеризуется как умеренно континентальный. Средняя температура воздуха самого холодного месяца (января) — −11,2 °C (абсолютный минимум — −45 °С), средняя температура воздуха самого тёплого месяца (июля) — +18,4 °С (абсолютный максимум — +38 °С). Безморозный период длится около 139 дней. Годовое количество атмосферных осадков составляет около 556 мм, из которых 387 мм выпадает в период с апреля по октябрь. Снежный покров держится в среднем около 149 дней.

## История
В «Списке населенных мест Владимирской губернии по сведениям 1859 года» населённый пункт упомянут как владельческое село Фролово (Фроловское) Гороховецкого уезда, расположенное в 10 верстах от уездного города. В селе насчитывалось 7 дворов и проживало 48 человек (22 мужчины и 26 женщин).
По состоянию на 1905 год, в Фролове имелось 6 дворов и проживало 18 человек. В административном отношении село входило в состав Кожинской волости.
По данным 1926 года, в селе имелось 7 хозяйств (в том числе 3 крестьянских) и проживало 36 человек (16 мужчин и 20 женщин). Являлось частью Шубинского сельсовета Гороховецкой волости Вязниковского уезда.

## Храм
Действовала православная церковь во имя св. Николая Чудотворца, которая упоминается уже в источниках первой половины XVII века. В переписных книгах 1678 года упоминается деревянных храм во имя Николая Чудотворца, с приделом во имя святых Флора и Лавра.
В начале XIX века во Флоровском погосте имелось уже две церкви: холодная, освящённая во имя Владимирской иконы Божьей Матери и тёплая — во имя св. Николая Чудотворца. В 1834 году вместо деревянных церквей было начато строительство нового каменного храма, завершившееся в 1853 году. В новом храме имелось три престола: Владимирской иконы Божьей Матери, св. Николая Чудотворца и свв. Флора и Лавра.
В 1897 году к Флоровскому приходу относилось 2327 человек, проживавших в 11 окрестных деревнях. При храме действовала церковно-приходская школа.